# Савала
Савала́ — средняя река в Воронежской и Тамбовской областях России, правый приток Хопра.

## География

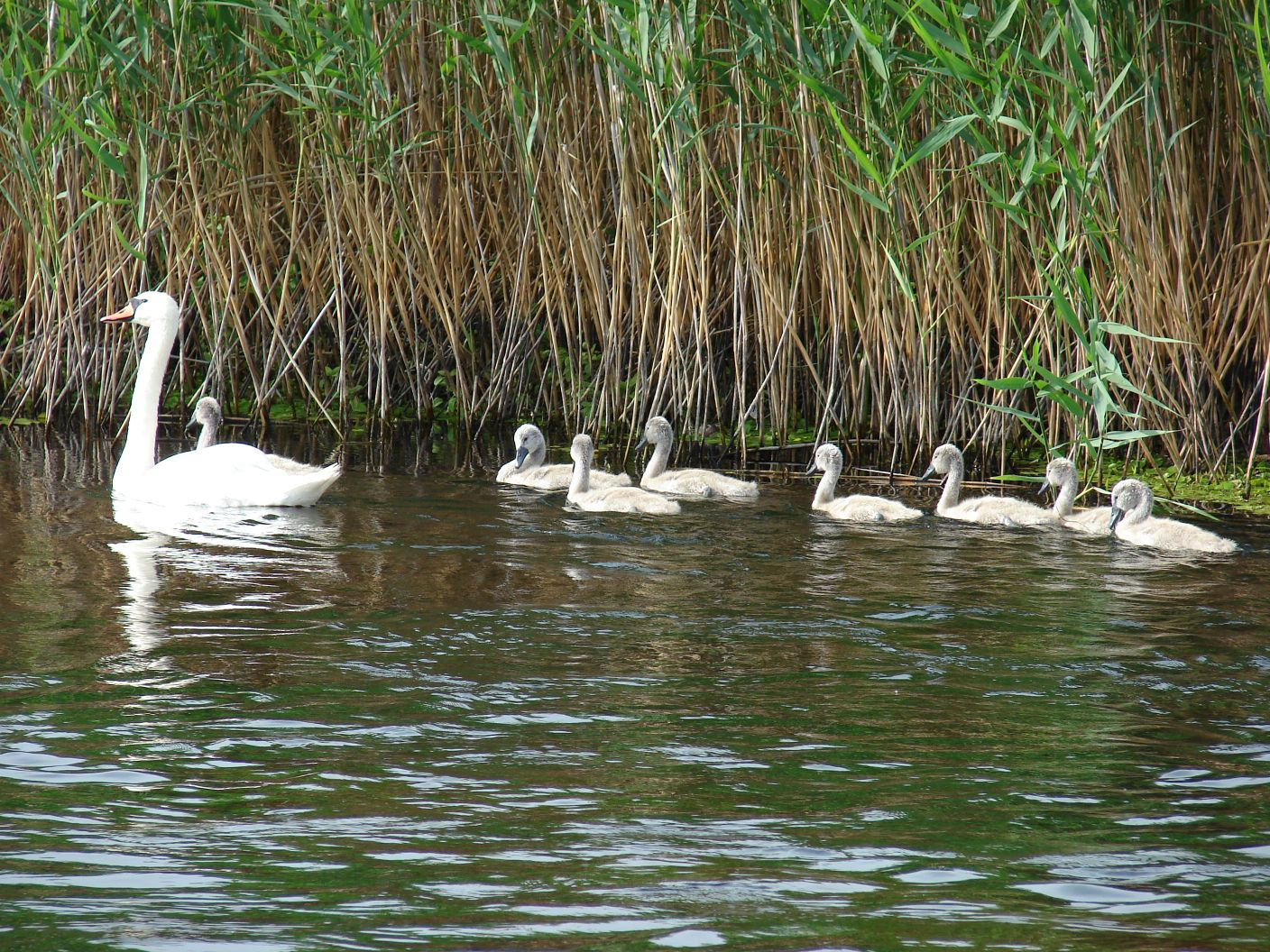
Лебеди на Савале

Длина 285 км. Площадь бассейна 7720 км². Исток реки расположен в Тамбовской области, впадает в реку Хопёр. Протекает по овражистой местности. Русло извилистое, течение спокойное. В реке водится много рыбы, из которой преобладает щука, окунь, плотва, красноперка, карась, лещ, сазан.
Крупнейшие притоки Бурначка, Осиновка, Елань. Питание в основном снеговое.
По берегам реки раскинулся искусственно созданный Савальский лес, площадью более 7000 га. Его насаждение началось в 1875 году.
Река протекает через населённые пункты: Чакино, Туголуково, Жердевка, Русаново, Раздольное, Братки, Костино-Отделец, Новогольское, Красовка, Лавровка, Поляна, Тихвинка, Кутки, Троицкое и Новохопёрский, Красное и другие.

## Притоки
Объекты перечислены по порядку от устья к истоку:
- 14 км: Паника;
- 25 км: Пыховка;
- 43 км: Татарка;
- 50 км: Елань;
- 53 км: Красный;
- 81 км: Таволжанка;
- 128 км: река без названия, у с. Заречье;
- 158 км: река без названия, у с. Русаново;
- 177 км: Осиновка;
- 184 км: Бурначка;
- 202 км: Осиновка;
- 211 км: река без названия, у с. Тугулуково;
- 232 км: Вязовка;
- 239 км: Каменка[4].